# Martin Aku
Martin Aku, né le 2 septembre 1913 à Lomé, où il est mort le 17 juin 1970. Martin est un homme politique et député du Togo à l’Assemblée nationale française de 1946 à 1951.

## Biographie
Après des études en primaires à Lomé, puis secondaires en Allemagne où il obtient l'Abitur, Andréas Martin Aku poursuit des études de médecine en Allemagne, Angleterre et France. De retour au Togo en 1942, il exerce comme médecin. 
Le 10 novembre 1946, il est le candidat à la députation du Comité de l'unité togolaise. Son programme est ainsi défini : « Obtenir pour le Togo des réformes politiques, économiques et sociales lui permettant d'accéder plus tard au self-governement et à l'indépendance ». Il est élu député à l'Assemblée nationale française, face à Nicolas Grunitzky qui le battra lors des élections du 17 juin 1951.